# Flávio Elias Cordeiro
Flávio Elias Cordeiro (nacido el 23 de abril de 1975) es un exfutbolista brasileño que se desempeñaba como delantero.
Jugó para clubes como el Paraná, Moreirense, Avaí, Al-Kharitiyath y Shonan Bellmare.

## Trayectoria

### Clubes
| Club                   | País     | Año         |
| ---------------------- | -------- | ----------- |
| Paraná                 | Brasil   | 1996 - 1997 |
| Corinthians Paranaense | Brasil   | 1998 - 2002 |
| Moreirense             | Portugal | 2002 - 2003 |
| Avaí                   | Brasil   | 2003        |
| Al-Kharitiyath         | Catar    | 2003 - 2004 |
| Corinthians Paranaense | Brasil   | 2005        |
| Hermann Aichinger      | Brasil   | 2006        |
| Shonan Bellmare        | Japón    | 2006        |
| Al-Kharitiyath         | Catar    | 2007        |
| Canoas                 | Brasil   | 2007        |
| Toledo                 | Brasil   | 2008        |
| Legião                 | Brasil   | 2008 - 2009 |